# Aposematische kleuring

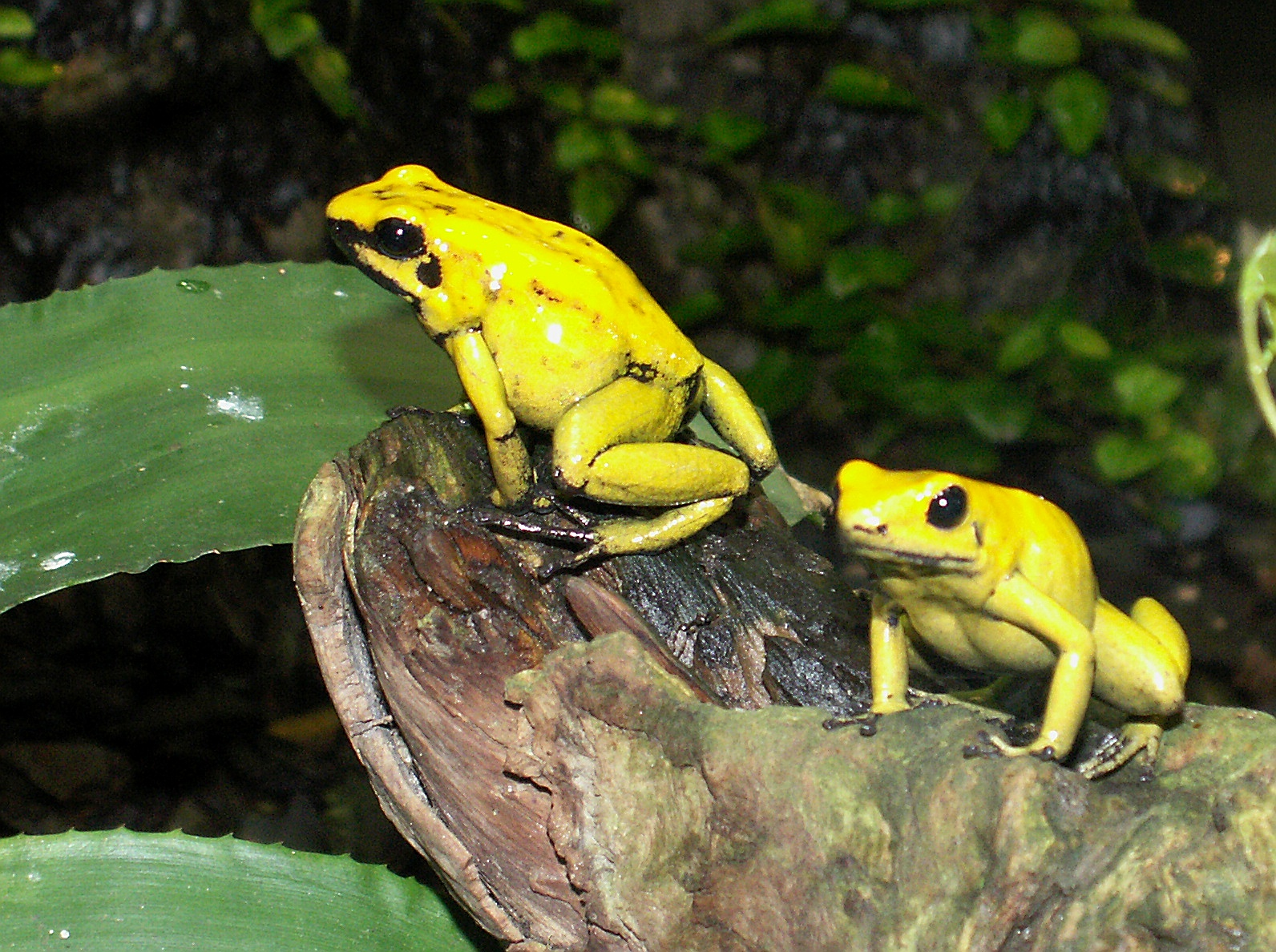
Aposematische kleuring bij Phyllobates terribilis, een van de giftigste pijlgifkikkersoorten.

Aposematische kleuring of aposematisme is een term in de biologie en ecologie waarmee de felle lichaamskleur van verschillende dieren wordt aangeduid, die als een afschrikkingsstrategie werd ontwikkeld. Aposematische kleuring is een waarschuwing voor vijanden dat het dier giftig of gevaarlijk is en dient ter afschrikking van vijanden. Het gaat in de praktijk over bijvoorbeeld insecten als wespen en lieveheersbeestjes en amfibieën als de vuursalamander, de geelbuikvuurpad en de pijlgifkikker.
Er zijn echter ook dieren die de aposematische kleuring misbruiken door op gevaarlijke soorten te lijken terwijl ze in feite onschadelijk zijn, zoals zweefvliegen, wat Batesian mimicry wordt genoemd. Verborgen felle kleuren die plotseling getoond worden om af te schrikken worden schrikkleuren genoemd.